# Крепостной театр

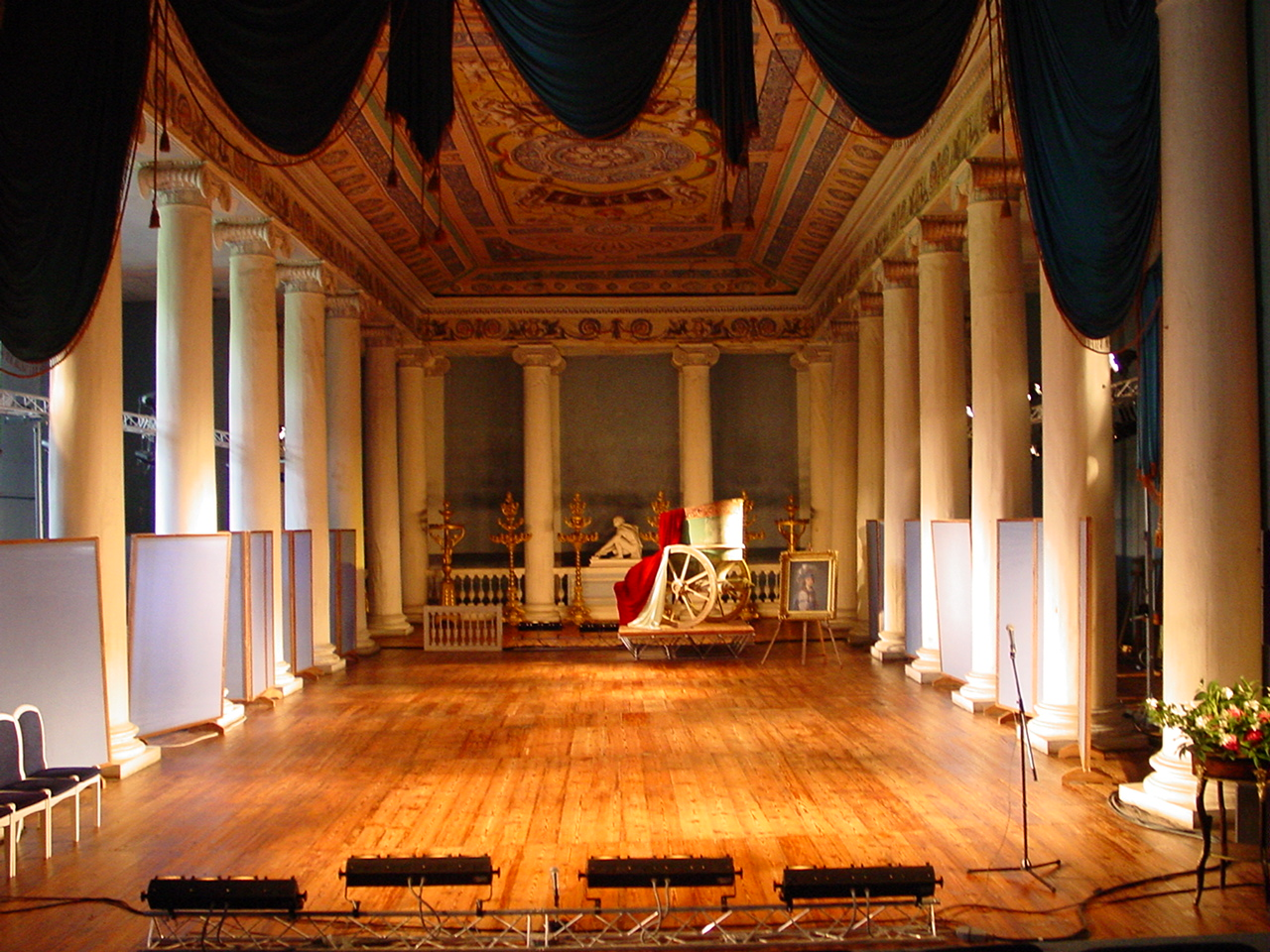
Театр конца XVIII века в усадьбе «Останкино»

Крепостной театр — тип частного театра в России с конца XVII века до отмены крепостного права в 1861 году, домашний дворянский (помещичий) театр с участием крепостных. Получил широкое распространение во 2-й половине XVIII — начале XIX веков.
В таком театре, помимо крепостных, могли участвовать актёры-любители из дворян и вольные актёры и музыканты. В некоторых театрах играли только сами дворяне или их дети, крепостные же осуществляли только обеспечение представлений (строительство и оборудование сцены, изготовление декораций и костюмов, музыкальное сопровождение и т. д.); в других играли как дворяне-любители, так и крепостные актёры. Домашние помещичьи театры могли превращаться в публичные с платой за вход.
Крепостной театр внёс ценный вклад в развитие национального театрального искусства, содействовал его широкому распространению не только в крупных городах, но и в провинции.

## Российская империя

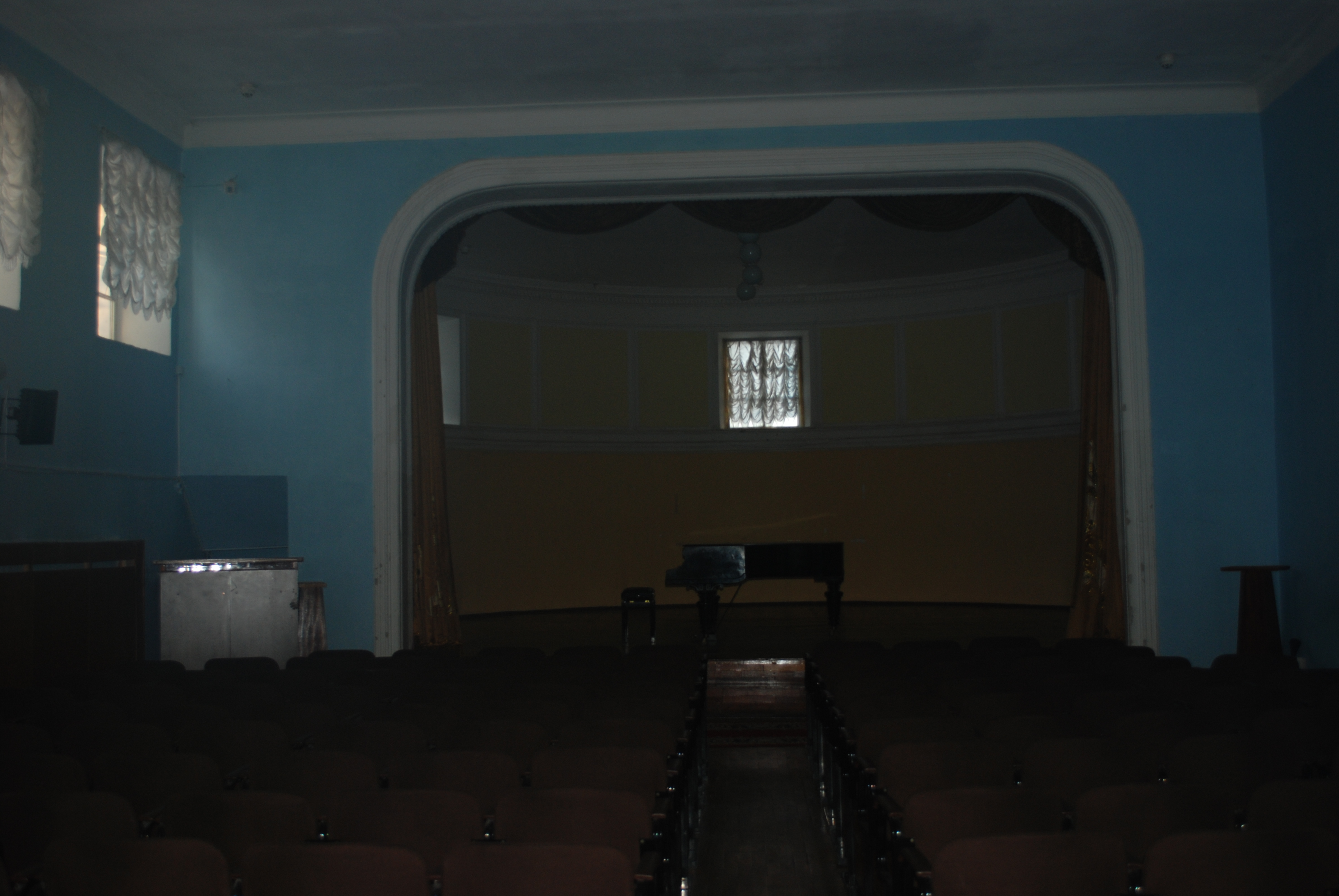
Сцена театра в усадьбе «Ивановское»

В начале XIX века в подмосковных усадьбах насчитывалось более десяти крепостных театров. Пионером и одним из наиболее выдающихся был крепостной театр Шереметевых в Кускове, позже переведённый в Останкино. В его репертуар входило более 100 пьес, а также комедии, оперы и балеты. Блиставшая на сцене крепостная актриса Прасковья Жемчугова стала женой графа. Театр и его антураж сохранились до нашего времени.
К числу самых известных принадлежали также театры:
- князя Н. Б. Юсупова в Москве и летний в подмосковном Архангельском, в этом театре давали главным образом оперы и пышные балетные представления;
- генерала С. С. Апраксина в Ольгове;
- графини Д. П. Салтыковой в Марфине;
- Н. А. Дурасова в Люблине;
- Н. Н. Демидова в усадьбе Алмазово, где блистал Мочалов-старший;
- А. Ф. Закревской в усадьбе Ивановское (здание сохранилось);
- П. А. Познякова в доме на Никитской («Наполеоновский театр»), здесь давали в основном очень пышно обставленные комические оперы;
- графа С. М. Каменского в Орле — один из самых крупных провинциальных театров: только в первый год было поставлено около 100 комедий, драм, трагедий, водевилей, опер и балетов.

В Петербурге славились частные театры во дворце Юсуповых на Мойке и во дворце Нарышкиных на Фонтанке, в более раннее время — у князя Потёмкина в Таврическом дворце и наследника престола Павла Петровича в селе Павловском.
Граф А. К. Разумовский, Шереметев, князь Трубецкой имели свои хоры. Также свои певческие хоры существовали у митрополитов, епископов, архимандритов, у полковых командиров. У Г. П. Ржевского был крепостной балет. Такая труппа давала особый почёт своему хозяину, впрочем, как и другие украшения барской жизни — псарни, оранжереи, зверинцы и т. п.

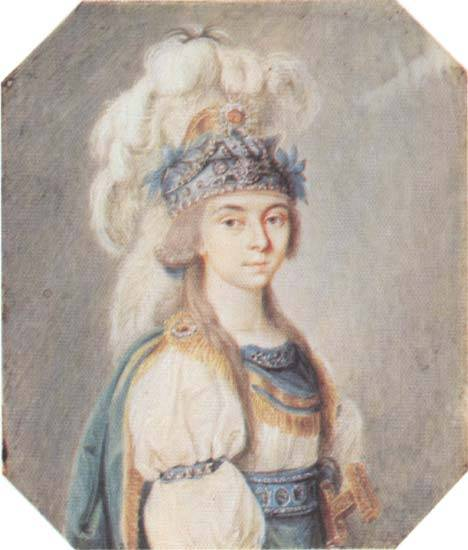
Прасковья Жемчугова в роли Элианы, 1785 г (опера Гретри «Самнитские браки»)

Или вон тот ещё, который для затей
На крепостной балет согнал на многих фурах
От матерей, отцов отторженных детей?!
Сам погружен умом в Зефирах и в Амурах,
Заставил всю Москву дивиться их красе!
Но должников не согласил к отсрочке:
Амуры и Зефиры все
Распроданы поодиночке!!!
— «Горе от ума», 1824 г.
Своей жестокостью к актёрам прославился владелец орловского крепостного театра граф Сергей Каменский. Нравы его театра описаны А. И. Герценом в повести «Сорока-воровка» и Н. А. Лесковым в повести «Тупейный художник». Билеты в театр граф продавал сам, сидя в кассе. В антрактах публику угощали пастилой, мочёными яблоками и мёдом. Граф зорко следил за игрой артистов и записывал все замеченные ошибки. На сцене висело несколько плёток, и после каждого акта он ходил за кулисы и там делал расчёты с провинившимися актёрами, крики которых долетали до слуха зрителей.

Часто смеялись и смеются и ныне над этими полубарскими затеями. Они имели и свою хорошую сторону. Эти затеи прививали дворне некоторое просвещение, по крайней мере грамотность; если не любовь к искусствам, то по крайней мере ознакомление с ними. Это все-таки развивало в простолюдинах человеческие понятия и чувства, смягчало нравы и выводило дворовых людей на Божий свет. От этого скоморошества должны были неминуемо западать в них некоторые благие семена. Эти полубарские затеи могли иметь и на помещиков благодетельное влияние: музыка, театральное представление отвлекали их отчасти от псовой охоты, карт и попоек.— П. А. Вяземский
В 1806 году при формировании Московских императорских театров некоторые частные труппы были выкуплены казной.
Среди известнейших был театр в селе Кибинцы на Полтавщине в имении Д. Трощинского, а также театр помещика Д. Ширая с селе Спиридонова Буда на Черниговщине, который неоднократно бывал с гастролями в Киеве. Имел известность крепостной театр в селе Романове на Волыни, где ставились классические оперные спектакли. В имение помещика Тарнавского в селе Качановка на Черниговщине посмотреть театральные представления приезжали Н. В. Гоголь, М. А. Максимович, Н. А. Маркевич. Этот крепостной театр упомянут в повести Т. Г. Шевченко «Музыкант».

## Великое княжество Литовское

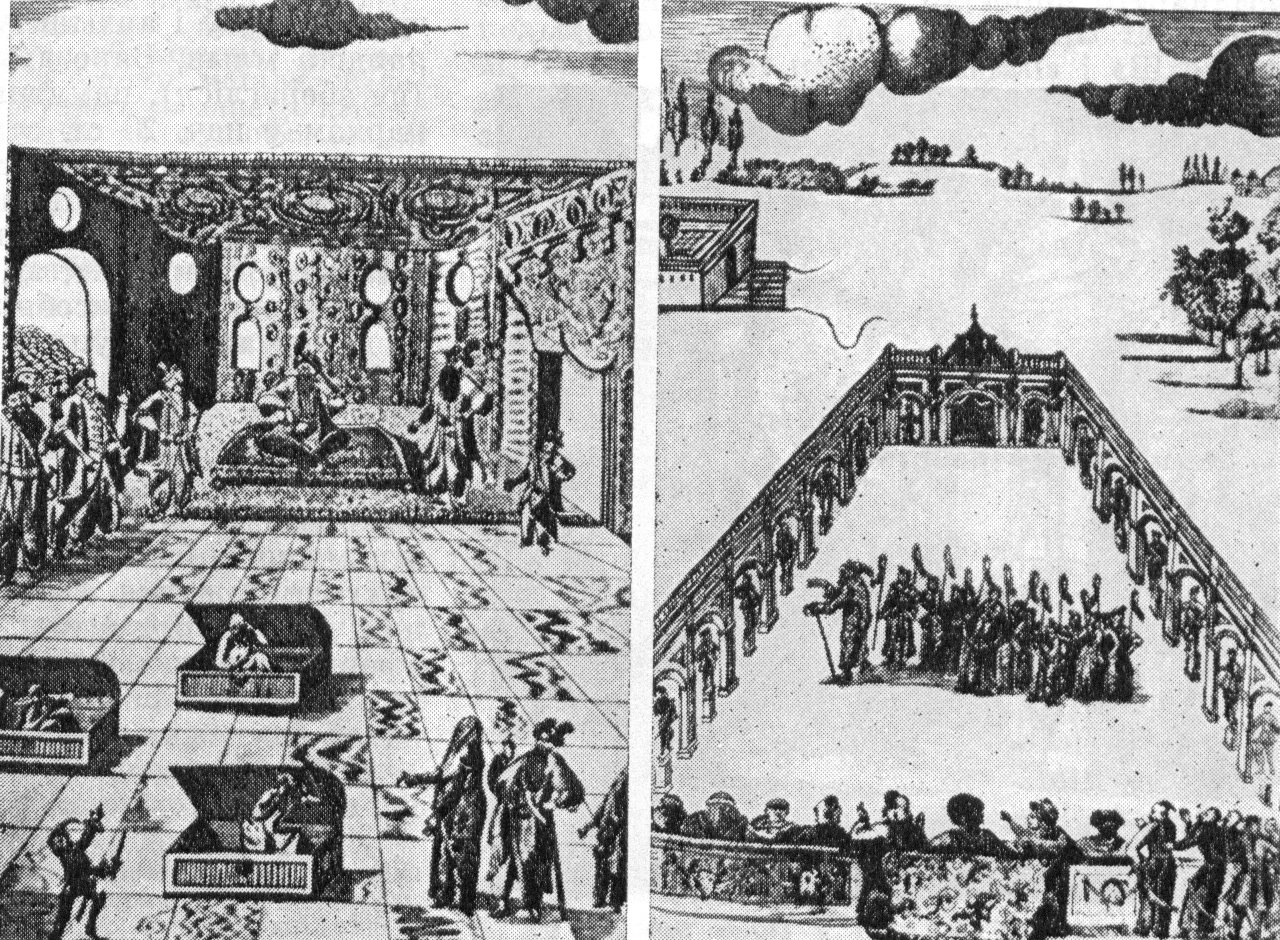
Несвижский театр Радзивиллов. Декорации к спектаклю

В Великом княжестве Литовском крепостные театры возникают в XVIII веке. В 1740—1791 годах в Несвижском имении действовал крепостной театр князей Радзивиллов — владельцев несвижской ординации.
Премьера постановки «Образец справедливости» состоялась в 1740 году. Первую комедию авторства Франциски Урсулы Радзивилл «Остроумная любовь» поставили через шесть лет. Показы сопровождались музыкой в исполнении несвижской капеллы Радзивиллов. Ставились спектакли в специально построенном здании — «камедихаузе» или во дворце «Консоляция» в предместье Несвижа Альбе и под открытым небом, в так называемом зелёном театре.
Одновременно с несвижским театром существовал слуцкий, он принадлежал Иерониму Флориану Радзивиллу. В репертуаре преобладали опера и балет.
Придворные театры известны также в Слониме, Гродно, Шклове, театры Сапег — при дворцах в Ружанах и Деречине.

## Подневольный театр в советское время
В переносном смысле «крепостным театром» называли театральные коллективы, сформированные из заключенных ГУЛАГа. В них принимали участие как попавшие в лагерь профессиональные актёры и режиссёры, так и люди, обучавшиеся театральному искусству уже в заключении.
С крепостными театром сравнивали и бесправное положение театральных деятелей в СССР, находившихся в полной зависимости от Министерства культуры, определявшего репертуар, место и количество выступлений, и вынужденных выполнять любые прихоти партийного руководства. В советских театрах артисты были приписаны к месту работы, получали месячную зарплату и обязаны были за неё выполнять определённую норму спектаклей. Никто не имел права выехать на гастроли по стране без специального разрешения дирекции театра. Актёра могли в счёт нормы послать в другой город на концерт или спектакль без дополнительной оплаты. Выезд за границу был возможен только с разрешения Министерства культуры, которое забирало у артистов большую часть гонорара.

Привозили нас в Кремль и проводили под охраной в комнату около Георгиевского зала, где шел банкет. Иногда приходилось по нескольку часов ждать своего выхода. Нервы на пределе — боишься, что от долгого ожидания голос сядет… А тут и Козловский, и Рейзен, Михайлов, Плисецкая, Гилельс, Ойстрах…
Противнее всего было петь в конце приема. Огромный зал, сотни людей, перед эстрадой — длинный стол, где сидят члены правительства, уже как следует «поддавшие», у всех распаренные лица; один кричит что-то на ухо соседу, другой смотрит на тебя осоловелыми глазами… Стоишь, бывало, на сцене, и хочется сквозь землю провалиться от стыда и обиды. А кругом пьют, жуют, повернувшись к тебе спиной, гремят вилками и ножами, чокаются бокалами, курят. И в этом огромном кабаке ты пой и ублажай их, как крепостная девка. Бывало, дождешься и такой чести, что за стол позовут — сиди с ними, глуши коньяк стаканами…
…На такие приемы могли вызвать по телефону в любое время — бывало, что и поздно вечером, когда уже спать собираешься. Это значит, что после пьянки какому-то вождю угодно послушать пение любимого артиста. Никому не приходило в голову отказываться — одевались, и через пять минут — уже в чёрном ЗИСе… Бывали в те годы случаи (и со мной тоже), когда любимчика-артиста освобождали вечером от спектакля и он ехал на очередной банкет.
— Г. П. Вишневская. «Галина. История жизни»